# Beulah Louise Henry
Beulah Louise Henry (ur. 28 września 1887, zm. 1973) – amerykańska wynalazczyni, zwana „Panią Edison”.

## Życiorys
Beulah Louise Henry urodziła się 28 września 1887 roku w Raleigh w Karolinie Północnej. Wśród jej przodków był Patrick Henry, jeden z uczestników amerykańskiej rewolucji. Jej ojciec był krytykiem sztuki, matka artystką, a brat autorem tekstów. Była synestetką. Uczęszczała do Presbyterian Colleges i Elizabeth College w Charlotte w Karolinie Północnej.
W 1919 roku przeniosła się do Nowego Jorku. Od dziecka była zainteresowana techniką. Pierwszy patent uzyskała w 1911 roku na próżniową wytwornicę do lodów. Do jej wczesnych wynalazków należy parasol z wymiennym poszyciem, który umożliwiał dopasowanie koloru do koloru odzieży. Ten wynalazek okazał się dużym sukcesem, w 1924 roku został opisany w Scientific American. Henry sprzedała prawa do wynalazku za 50 000 dolarów, a za uzyskane pieniądze stworzyła laboratorium.
Przez kolejne 50 lat życia opracowywała kolejne wynalazki, m.in. gąbkę z kostką mydła umieszczoną w środku oraz maszynę do precyzyjnego cięcia gąbek. Innym jej wynalazkiem jest lalka, która zmieniała kolor oczu po naciśnięciu przycisku. Do końca lat 30. uzyskała przydomek „Pani Edison”. W 1939 roku została zatrudniona przez Nicholas Machine Works, od firmy otrzymała etat wynalazcy i laboratorium. Opracowywała nowe wynalazki do śmierci, łącznie opracowała ich ponad sto, miała 49 patentów.
Działała w Audubon Society, Lidze dla Zwierząt i wspierała Muzeum Historii Naturalnej.